# Gerry Murphy
Gerry Murphy (Dublino, 1945) è un dirigente sportivo irlandese, già giocatore e, a seguire, allenatore; fu C.T. dell'Irlanda dal 1992 al 1995 e fa parte dello staff dirigenziale del Leinster.

## Biografia
Da giocatore Murphy fu presso la squadra di rugby dell'Università di Dublino e, a seguire, ai Wanderers.
I Wanderers furono la prima squadra dove Murphy allenò, per poi passare brevemente (una stagione) a Clontarf; entrò nei ruoli federali e prese la conduzione della Under-21 irlandese e a seguire quella sperimentale che affrontò un tour in Sudafrica.
Nel 1992 divenne C.T. dell'Irlanda.
Il mandato cadde in un momento critico del rugby irlandese, che non vinceva un Cinque Nazioni dal 1985 (la stampa britannica paragonò la panchina di Murphy all'«amaro calice»); Murphy non riuscì a invertire la tendenza e, prima di uscire dalla Coppa del Mondo di rugby 1995 in Sudafrica, passò alla cronaca come il C.T. della prima Nazione di prima fascia (le affiliate storiche all'International Rugby Board) a perdere un test match contro l'Italia.
Cessato l'incarico di C.T. dopo la fine della Coppa del Mondo, allenò fino al 2001 al Terenure e, dal 2008, fu ingaggiato dalla provincia di Leinster con il compito di supervisore allo sviluppo delle formazioni provinciali di età scolastica.